# Николай Книпович (моторно-парусный бот)
«Николай Книпович» — научно-исследовательское судно, названное в честь Николая Михайловича Книповича.

## История судна
Судно построено 22 июля 1928 года норвежской фирмой «Гравдальс Скибсбюгери» для Мурманской биологической станции. Судно предназначалось для научно-исследовательских работ в открытом море.
В первые годы судно числилось за Мурманской биологической станцией и выполняло разрезы, делало промеры глубин, проводило другие научно-исследовательские работы. В 1932—1933 годах судно участвовало в проекте Второго Международного полярного года, и в 1932 году совершило поход на Землю Франца-Иосифа, впервые в истории арктического мореплавания обогнув её с севера и достигло рекордной отметки в свободном плавании 82° 05" с.ш.. В том же 1932 году экипаж судна поднял советский флаг на острове Виктория как на самом западном острове Советской Арктики.:105 Другой легендарный проход опроверг миф о «Земле Джиллиса». Потом судно принадлежало ПИНРО. В годы Великой Отечественной войны судно было СКА—503, потом оно принадлежало Мурманской гидрометеостанции. В дальнейшем оно было выброшено на берег Кольского залива. В 1989 году власти планировали отреставрировать судно, но денег не хватило и судно так и не было восстановлено. А в городе Ванкувер стоит судно-близнец, судно морской полиции «Сент-Рок».

## Конструкция судна
Имело деревянный корпус из сосны с ледовой обшивкой из морёного дуба, носовая часть была усилена металлическими пластинами по 3 фута длиной и по 2 фута над и под водой. НИС обладало также следующими данными: длина 85 футов, ширина 20,4 фута осадка 10 футов, водоизмещение 100 тонн, главный 120-сильный мотор фирмы «Болиндер», второстепенный мотор системы «Болиндер», динамо-машина мощностью в 4,5 киловатта, которая вырабатывала ток для освещения судна и обслуживания планктонной и гидрологической лебёдок. Судно также имело паруса, спасательную шлюпку с парусным вооружением и воздушными ящиками длиной 22 фута, а также моторный бот такой же длины, но с семисильным двигателем системы «Болиндер». Имелись также необходимые механизмы и приспособления.